# Équité en santé
L'équité en santé est un concept de santé publique décrivant l'équité d'accès aux ressources de santé, pour des déterminants génétiques, socio-environnementaux et économiques de la santé variant selon les individus, familles et groupes sociaux ou sociétaux. L'équité peut être abordée du côté de l'offre (les pays ou régions pauvres ont une offre moindre en équipement médical, en médicaments…) et de la demande (certaines populations, notamment isolées, stigmatisées et/ou très pauvres, parfois pour des raisons religieuses ou sociales ne font pas ou peu appel aux ressources médicales) ; selon Huber (2008), qui a mise au point une méthode d'évaluation du degré d’inégalité dû à des comportements individuels différenciés, tant dans la probabilité de recours aux soins que dans le niveau de consommation conditionnelle à ce recours : l’effet de l’hétérogénéité des comportements peut représenter jusqu’à la moitié de l’iniquité horizontale dans l’explication de la variance totale. 
Des cas particuliers existent avec par exemple les populations concernées par des guerres ou des guerres civiles, les populations carcérales, les populations de réfugiés… La mesure de l' équité en santé, mise en rapport avec les objectifs mondiaux ou locaux de santé reflète la manière dont un pays remplit (ou peut remplir) son contrat social.

## Histoire
En dépit des progrès des systèmes d'assurance-santé, l'ONU et en particulier son Agence l'OMS constatent encore en 2020 que d'importantes inégalités en santé persistent dans le monde et aux échelles locales ; « l'absence de pouvoir politique, social ou économique est une caractéristique commune à tous les groupes confrontés à des inégalités en matière de santé (les pauvres, les laissés-pour-compte, les minorités raciales et ethniques et les femmes, par exemple). Pour être efficaces et durables, les interventions correctrices ne doivent donc pas seulement s'attaquer à une inégalité sanitaire en particulier mais donner au groupe concerné les moyens d'agir en procédant à des changements systémiques, tels qu'une réforme de la loi ou une modification des relations économiques ou sociales ». La richesse, le pouvoir et le prestige restent trois déterminants de la santé favorisant les inégalités : ceux qui en sont privés sont considérablement désavantagées dans l'accès aux soins et à la santé.
Dans les années 1970, Julian Tudor Hart, décrit un phénomène qu'il baptise loi inverse des soins, qui dit que « la disponibilité de soins médicaux de qualité est inversement proportionnelle au besoin de la population desservie ». Ce sont souvent des organismes d'aide humanitaire (dont des ONG type Médecins sans frontières…) qui se substituent aux États et/ou aux autorités locales, ou les appuient, là où l'accès au soin manque.

## Eléments de définition

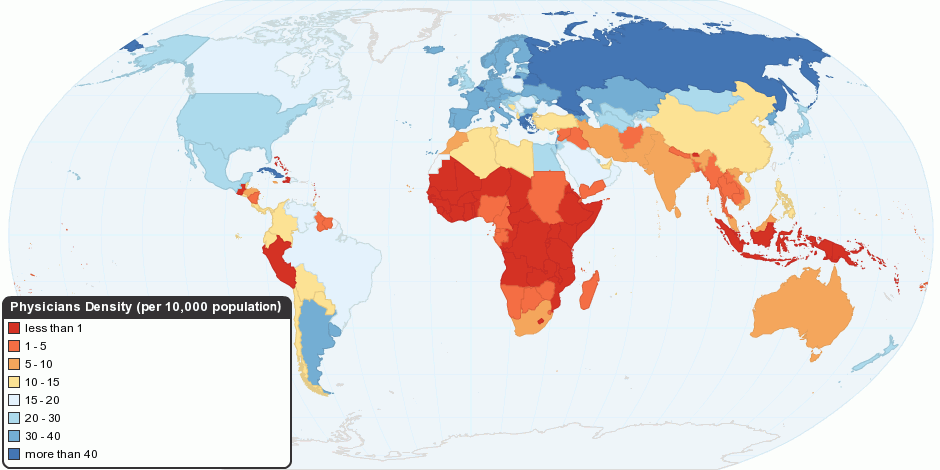
Nombre de médecins pour 10000 habitants, par pays, en 2010 selon l'OMS, illustrant l'une des formes possibles d'inéquité de santé (tenir compte aussi de la densité de population)

Pour rappel, l'Organisation mondiale de la santé (OMS) a défini la santé comme « un état de bien-être physique, mental et social complet et pas simplement l'absence de maladie ou d'infirmité ». 
La santé est un droit humain fondamental et un besoin humain, et tous les droits de l'homme sont interconnectés. Ainsi, la santé doit être appréciée en lien avec tous les autres droits humains fondamentaux, et au regard des déterminant sociaux de santé, en intègrant l'accès à la prévention en santé (par l'éducation) et certains aspects de santé reproductive (incluant des aspects génétiques et épigénétiques), ainsi que culturels d'équité intergénérationnelle. Pour l'OMS : hommes et femmes doivent tous et toutes pouvoir améliorer ou préserver leur santé et leur bien-être.
L' « équité en santé » (ou son contraire « inéquité de santé »), est donc définie par la somme des différences dans la qualité de la santé et des soins de santé et in fine des espérances de vie en bonne santé entre les différentes populations. 
L' « équité en santé » diffère de l' « égalité en santé » (l'une des formes de l'injustice sociale), car faisant référence à l'absence de disparités dans les aspects contrôlables ou réparables de la santé. L'égalité totale en matière de santé est impossible, car certains facteurs de santé (génétiques notamment, ou a priori lié au hasard) échappent à l'influence humaine. Pour l'OMS, l'équité est « l'absence de différences évitables ou remédiables entre différents groupes de personnes, qu'ils soient définis selon des critères sociaux, économiques, démographiques ou géographiques. L'absence d'équité en matière de santé va donc au-delà des simples inégalités relatives aux déterminants de la santé, à l'accès aux ressources nécessaires pour améliorer la santé ou la conserver ou aux résultats en matière de santé. Cette absence d'équité résulte aussi de l'impossibilité d'éviter ou de surmonter les injustices ou le non respect des droits de l'homme ».
Ainsi, si une population meurt plus jeune qu'une autre en raison de différences génétiques, un facteur non réparable / contrôlable, on a tendance à dire qu'il y a une inégalité de santé. En revanche, si une population a une espérance de vie inférieure en raison d'un manque d'accès aux médicaments, la situation serait classée comme une iniquité en matière de santé. 
Ces inégalités peuvent inclure des différences de «présence de maladie, de résultats sur la santé ou d'accès aux soins de santé» entre des populations de race, d'origine ethnique, de sexe, d'orientation sexuelle, de handicap ou de statut socioéconomique différents. Bien qu'il soit important de reconnaître la différence en matière d'équité et d'égalité en santé, l'égalité en santé reste essentielle pour espérer atteindre l'équité en santé ; l'accès équitable aux soins est crucial pour atteindre bon nombre des objectifs du millénaire pour le développement.

### Notions d'équité appliquées au domaine de la santé publique
En santé publique, l'équité se rapporte à l'impartialité dans l'allocation de ressources ou le traitement des résultats entre différents individus ou groupes. Pour analyser l'équité en général, on distingue souvent (depuis Aristote) deux dimensions complémentaires :
- l'équité horizontale, s'appliquant à un « traitement égal à besoin égal ». Ainsi, l'équité horizontale en matière d'accès aux soins de santé implique en principe l'accès équitable à tous quels que soient les facteurs comme le lieu, l'origine ethnique, le sexe, la religion ou l'âge ;
- l'équité verticale, qui concerne la mesure dans laquelle les personnes dotées de caractéristiques différentes doivent être traitées différemment. Ainsi, le financement des soins de santé via un régime d'assurance maladie implique que par solidarité, les personnes à revenus ou patrimoine plus élevés contribuent davantage au système d'assurance que les personnes à revenus modestes.

La notion d'équité en santé a une forte dimension éthique et d'éthique médicale, soulevant notamment la question des inégalités en matière de santé quand des différences injustifiées sont observées alors qu'elles sont « évitables ».

## Mesure de l'équité et des iniquités
De nombreux biais sont possibles dans l'évaluation de la santé. 
L'analyse de l'équité en santé a besoin de données. Elle s'appuie le plus souvent sur des jugements de valeur (ex indicateurs classiques et très subjectifs de santé « autodéclarés » par les individus qui le jugent : très mauvais, mauvais, moyen, bon, très bon), ainsi que sur des analyses empiriques (et donc des modèles économétriques à adapter aux données disponibles et aux processus décisionnels sous-jacents, eux-mêmes dictés par les objectifs implicites ou explicites d'équité des systèmes de santé en vigueur au moment de la mesure). 
Depuis quelques décennies des outils standardisés nouveaux cherchent à évaluer l'état de santé des personnes en leur attribuant une note unique ou double ; c'est le cas par exemple de :
- l'Euroquol 5d (instrument basé sur 5 dimensions de la santé, adopté par la Grande-Bretagne ;
- le HUI ou le sf-36 (construit à partir de 36 questions et donnant deux scores distincts : un « score résumé physique » et un « score résumé mental »).

Mais, outre que ces instruments ne sont pas indemnes de biais possibles, Lise Rochaix (Haute Autorité de Santé) et Sandy Tubeuf (Academic Unit of Health Economics), en 2009, posent dans leur utilisation « la question de l’équité dans la mesure de l’inégalité elle-même ».